# Nikołaj Rozanow
Nikołaj Aleksandrowicz Rozanow, ros. Николай Александрович Розанов (ur. w 1889 r. w Mamonowie, zm. ?) – rosyjski wojskowy (podpułkownik), emigracyjny działacz kombatancki, tłumacz rosyjskiego oddziału 9 Armii, a następnie oficer do specjalnych poruczeń w sztabie Rezerwy Wojsk Kozackich podczas II wojny światowej.
W 1908 r. rozpoczął studia na politechnice w Moskwie, ale w 1910 r. przeszedł do aleksiejowskiej szkoły wojskowej. Po jej ukończeniu w stopniu podporucznika w 1912 r., służył oficerem w baterii artylerii. Brał udział w I wojnie światowej, dochodząc do stopnia kapitana. Do marca 1919 r. pracował w Centrotekstiliu w Moskwie, po czym został zmobilizowany do wojska bolszewickiego. Służył w Kijowie. W kwietniu tego roku nawiązał kontakt z b. generałem armii carskiej Sakowninem, który skierował go do Odessy, aby porozumiał się z dowódcą jednego z bolszewickich pułków Aleksiejewym, zamierzającym przejść na stronę Białych. Kiedy dojechał do stacji kolejowej Boblinskaja, trafił na odwrót wojsk bolszewickich spod Odessy. Po dotarciu tam pociągu pancernego "Generał Szkuro" przejechał z jego załogą na pozycje Białych. Został oficerem artyleryjskim dywizjonu pociągów pancernych III Korpusu Konnego Sił Zbrojnych Południa Rosji.  W październiku 1919 r. był starszym oficerem pociągu pancernego "Wołk", który wspierał odwrót V Korpusu Kawalerii. Wkrótce "Wołk" został uszkodzony podczas pojedynku ogniowego z bolszewickim pociągiem pancernym "Черноморец". Na początku 1920 r. wraz z wojskami Białych ewakuował się na Krym. Awansował do stopnia podpułkownika. W połowie października tego roku został ewakuowany do Gallipoli. Na emigracji pozostał w Turcji. Następnie przyjechał do Kowna. Wstąpił do armii litewskiej. W styczniu 1926 r. przeniósł się do Paryża, gdzie podjął studia na politechnice. Po jej ukończeniu w 1929 r., podjął pracę jako nauczyciel. Jednocześnie działał w Związku Oficerów - Artylerzystów. W 1934 r. zamieszkał w Berlinie. Po ataku wojsk niemieckich na ZSRR 22 czerwca 1941 r., wstąpił do Wehrmachtu jako tłumacz języka rosyjskiego. Na początku października tego roku przybył do tzw. rosyjskiego oddziału 9 Armii w Smoleńsku. Odkomenderowano go do 451 Pułku Piechoty 252 Dywizji Piechoty. Na początku stycznia 1943 r., kiedy pułk stacjonował w Rżewie, z rozkazu dowódcy pułku N. A. Rozanow nawiązał kontakt ze starostami okolicznych wsi w celu zwerbowania siły roboczej dla robót na rzecz Niemców. Od końca 1943 r. do sierpnia 1944 r. był tłumaczem komendantury polowej nr 581, a następnie służył jako oficer do specjalnych poruczeń w sztabie Rezerwy Wojsk Kozackich w Berlinie, na czele której stał gen. Andriej G. Szkuro. Pod koniec wojny dołączył do sztabu Sił Zbrojnych Komitetu Wyzwolenia Narodów Rosji. Dalsze jego losy są nieznane.